# Sejmik gospodarczy
Sejmik gospodarczy – organ szlacheckiego samorządu gospodarczego w I Rzeczypospolitej.
Powstał na początku XVII wieku jako szczególna forma sejmiku relacyjnego. Był organem konsultacyjnym, gdzie szlachta wyrażała zgodę na nakładanie lokalnych podatków i kontrolowała wydatki. Sejmik gospodarczy wybierał także poborców podatkowych oraz kontrolował ich działalność, nakładał podatki wojewódzkie i decydował o ich przeznaczeniu. Uchwalał zaciąg żołnierza powiatowego i wyznaczał jego dowódców. Sejmik gospodarczy od 1677 wybierał deputatów do Trybunału Skarbowego Radomskiego.
- Inne sejmiki partykularne (tzw. rządy sejmikowe) w okresie I Rzeczypospolitej:
  - sejmik deputacki
  - sejmik elekcyjny
  - sejmik relacyjny